# Eddy Asselbergs
Eddy Annie Joannes Asselbergs (Merksem, 3 mei 1943) is een Vlaamse acteur en scenarist.

## Filmografie
- Jeroom en Benzamien (1966): Rol van Joske
- Dallas (1967): Rol van getuigen
- Dood van 2 dames (1968): Rol van professor Delvaux
- De alchemist (1971): Rol van tabaksverkoper
- De vorstinnen van Brugge (1972): Rol van Ordonnans
- De Loteling (1973): Rol van boef
- Een vlo in het oor (1973): Rol van Carlos Homenides de Histangua
- Gered (1973): Rol van Fred
- De Paradijsvogels (1973): Rol van Dandy
- Salut en de kost (1974): Rol van Journalist
- Rubens, schilder en diplomaat (1977): Rol van Olivares
- Met vuur spelen (1979): Rol van Kurt
- Tango (1980): Rol van Eddie
- Blueberry hill (1989): Rol van agent
- Het spook van monniksveer (1989): Woeffer
- Benidorm (1989): Rol van Jesus//Pedro en regisseur van de serie
- Ramona (1991): Rol van Yves
- Familie (1992-1993): Rol van Gérard Van de Caveye
- Wittekerke (1993-1996, 1997-2000): Rol van Marcel Deleu
- Medisch Centrum West (televisieserie) (1994): gastrol
- Spoed (2000-2001): Rol van Désire Thijssen